# Franz Blumenthal
Franz Leo Blumenthal (geboren 1. August 1878 in Berlin; gestorben 7. September 1971 in Ann Arbor) war ein deutsch-US-amerikanischer Dermatologe und Serologe.

## Leben
Blumenthal studierte in Heidelberg und war Mitglied jüdischen Studentenverbindung Badenia Heidelberg im Kartell-Convent. Er wurde 1903 in Straßburg in Medizin promoviert und war ein Schüler von Edmund Lesser an der Hautklinik der Charité. 1919 wurde er dort bei Georg Arndt habilitiert und 1922 außerordentlicher Professor. 1929 bis 1932 war er kommissarischer Leiter der Hautklinik der Charité. Außerdem war er ab 1930 ärztlicher Direktor der Klinik für Hauttuberkulose in Müncheberg.
Wegen der Verfolgung als Jude durch die Nationalsozialisten (1933 entzog ihm die Universität Berlin die Lehrbefugnis und er wurde aus dem Vorstand der Deutschen Dermatologischen Gesellschaft gedrängt) emigrierte er 1934 in die USA und hatte dort eine Forschungsprofessur in der Abteilung Dermatologie der University of Michigan Medical School in Ann Arbor. Ab 1937 leitete er die Hautklinik am Wayne County General Hospital in Detroit. Später hatte er eine private Hautarztpraxis in Ann Arbor.
Er befasste sich mit der Serologie von Syphilis (Lues), unter anderem der klinischen Verwendung der Wassermannschen Reaktion zum Nachweis der Syphilis, mit Pilzerkrankungen der Haut (Trichophytien), Hautekzemen, Strahlentherapie von Hauterkrankungen, Lichttherapie, Hauttuberkulose und berufsbedingten Dermatosen.
Er verlor zwei Brüder und eine Schwester im Holocaust. Blumenthal war mit Margarethe Orenstein verheiratet und hatte zwei Söhne.

## Schriften (Auswahl)
- Strahlenbehandlung bei Hautkrankheiten, Berlin: S. Karger 1925
- mit Kaete Jaffé: Ekzem und Idiosynkrasie, Berlin: S. Karger 1933
- mit Asta von Mallinckrodt-Haupt: Artikel Serodiagnostik der Lues in Josef Jadassohn (Hrsg.), Handbuch der Haut- und Geschlechtskrankheiten, 1929